# Рамос (газоконденсатне родовище)
Рамос — газоконденсатне родовище на північному заході Аргентини в провінції Сальта, неподалік від кордону з Болівією.

## Загальний опис
Перші поклади нафти знайшли на площі Рамос ще у 1928 році у відкладеннях карбону. Проте у 1974-му тут на глибині більш ніж 2800 метрів в девонських горизонтах виявили великі газоконденсатні поклади, які оцінюються у 104 млрд.м3 та 50 млн.барелів конденсату. В обох випадках колектором слугують пісковики.
Наявність створеної в ході розробки північно-західного басейну інфраструктури (зокрема, газопроводу Norte), дозволила оперативно ввести родовище в розробку.
Станом на 2000 рік обсяг видобутку становив 4 млрд.м3 у річному еквіваленті. Всього на родовищі було пробурено 14 свердловин.
Розробку проводить група аргентинських компаній у складі YPF (основний власник іспанська Repsol),  Pluspetrol (33 %), Tecpetrol (25 %) та Astra (15 %).